# NGC 867
NGC 867 je galaksija u zviježđu Kit.

## Vanjske poveznice
- SEDS: NGC 867